# Монди
Монди (рос. Монды) — селище Тункинського району, Бурятії Росії. Входить до складу Сільського поселення Монди.
Населення — 1007 осіб (2015 рік).